# HD6226
HD6226 — хімічно пекулярна зоря спектрального класу B3, що має видиму зоряну величину в смузі V приблизно  6,8.
Вона  розташована на відстані близько 2886,3 світлових років від Сонця.